# Бриггс, Шэннон
Шэннон Бриггс (англ. Shannon Briggs; 4 декабря 1971, Бруклин, Нью-Йорк, США) — американский боксёр-профессионал, выступавший в тяжёлой весовой категории. Серебряный призёр Панамериканских игр 1991 года, чемпион США среди любителей (1992). Линейный чемпион мира (1997—1998), чемпион мира в тяжёлом весе по версии WBO (2006—2007). Шэннон Бриггс является рекордсменом по количеству побед нокаутом в первом раунде. Он победил в первом раунде 38 соперников, из них как минимум 7 менее чем за 30 секунд.

## Любительская карьера
Шэннон родился в Бруклине (Нью-Йорк) и рос в бедной его части (Брансвилле). Долгое время был бездомным. В возрасте 17 лет решил заняться боксом и начал обучаться в одном из бруклинских боксёрских клубов.
На любительском ринге завоевал титул "Золотые перчатки" и стал чемпионом штата. В 1991 году занял второе место на панамериканских играх, уступив в финале кубинцу Феликсу Савону. В 1992 году завоевал титул чемпиона США.

## Профессиональная карьера
Дебютировал в июле 1992 года. Выступал в основном против слабых соперников, но с частой периодичностью, большинство из которых нокаутировал в первом раунде. Так за 3 года он провёл 25 боёв, во всех победил, преимущественно нокаутом.

### Бой с Дэрроллом Уилсоном
В марте 1996 года состоялся бой двух непобеждённых боксёров — Шэннона Бриггса и Дэрролла Уилсона. В 1-м раунде Бриггс попытался сразу же нокаутировать противника, навалившись на него. Однако Уилсон выдержал натиск, так как Бриггс выбросил много ударов мимо, и ни разу не провёл акцентированного удара. В конце 3-го раунда Уилсон прижал противника к канатам и провёл двойку в челюсть — правый хук и левый. Бриггс рухнул на настил. Рефери досчитал до 6 и, видя, что Бриггс не собирается подниматься, прекратил бой. Бриггс лежал на полу около минуты. Радостный Уилсон устроил истерику на ринге.
Спустя полгода после первого поражения в карьере Бриггс начал вновь побеждать. Но уровень противников стал немного выше. После 5-и проходных боёв он вышел на бой против бывшего абсолютного чемпиона Джорджа Формана.

### Чемпионский бой с Джорджем Форманом
22 ноября 1997 года Бриггс встретился с легендарным американским боксёром Джорджем Форманом в бою за титул линейного чемпиона. Форману на момент проведения боя было 48 лет и он был на 23 года старше соперника. Тем не менее, Форман выступал агрессором на протяжении большей части боя, активно атакуя Бриггса. По мнению многих экспертов и двух неофициальных судей, именно он выиграл бой. 284 из 388 ударов Формана пришлись в цель, у Бриггса — 223 из 494. Однако судьи решением большинства со счётом 117-113, 116-112 и 114-114 отдали победу Бриггсу, получившему по итогам боя чемпионский титул. Команда Формана не согласилась с решением и безуспешно пыталась добиться его отмены.

### Чемпионский бой с Ленноксом Льюисом
В марте 1998 года встретился с чемпионом мира в тяжёлом весе по версии WBC Ленноксом Льюисом. Бриггсу удалось левым крюком здорово зацепить Льюиса в начале боя, но он не смог этим воспользоваться, за что и поплатился. В 4 и 5 Льюис отправил противника несколько раз на настил. На последних секундах обессиленный Бриггс больше не мог защищаться и рефери остановил бой.

### 1998—2006
В августе 1998 года Бриггс встретился с Франсуа Ботой. Бой был равный. В 8 раунде Бриггсу удалось отправить Боту в нокдаун, однако Бота поднялся и выиграл последние раунды. Бой закончился ничьей решением большинства судей.
В апреле 2000 года Бриггс неожиданно проиграл джорнимену Седрику Филдсу, решением большинства судей. Филдс всячески уходил от атак, мастерски защищаясь и проводя точные комбинации, что в совокупности и дало закономерный победный исход.
После этого Бриггс провёл четыре поединка против трёх малоизвестных американцев и багамского джорнимена Рейнальдо Майнаса, нокаутировав всех соперников в первом раунде.
22 апреля 2002 года проиграл единогласным решений судей американцу Джамилю Макклайну. Но за поражением последовали новые победы: Бриггс нокаутировал в первых раундах пятерых американских боксёров. Среди них был джорнимен Деметрис Кинг, который до поражения Бриггсу никому не проигрывал нокаутом.
10 июня 2005 года провёл бой с непобеждённым боксёром из Ганы, Абрахамом Океном по прозвищу «африканский убийца» (14-0, 8 KO). Бриггс полностью доминировал в ринге, трижды отправив своего соперника в нокдаун. После ещё одного падения Окена в третьем раунде бой был остановлен.
26 августа 2005 года нокаутировал в седьмом раунде известного американского боксёра, экс-чемпиона по версии WBO, Рэя Мерсера.
После проходного боя, предсказуемо закончившегося в первом раунде, 10 декабря 2005 года Бриггс встретился с непобеждённым бразильским боксером Лусиано Золионе в бою за региональный титул WBC. До боя Золионе имел в послужном списке 21-у победу и одну ничью. В самом начале первого раунда Бриггс точной двойкой отправил соперника на настил, откуда тот не смог подняться. Бразилец не успел выбросить ни одного удара. На эту победу у Бриггса ушло всего 11 секунд. После этого одержал ещё две досрочные победы над Дикки Райаном (нокаутом в четвёртом раунде) и Крисом Ковалем (отказом от продолжения боя), а затем вышел на чемпионский бой.

### Чемпионский бой с Сергеем Ляховичем
4 ноября 2006 года Бриггс встретился с белорусским боксёром, чемпионом мира по версии WBO, Сергеем Ляховичем. В первом раунде Бриггс запер белоруса у канатов и начал наносить удары, но тот смог выйти из опасного положения. В дальнейшем поединок проходил в осторожной манере, оба боксёра действовали с дистанции, предпочитая не ввязываться в размен ударами. После 11-и раундов Ляхович лидировал на карточках всех трёх судей со счётом 105-104, 106-103 (дважды). Но Бриггсу удалось переломить ситуацию. Устроив прессинг чемпиону в последнем, двенадцатом раунде, за 30 секунд до окончания боя он смог послать его в нокдаун. Ляхович с трудом поднялся, но Бриггс сразу же бросился на добивание и вышиб соперника за пределы ринга. Время остановки — 2:59. Тем самым Бриггс нокаутировал соперника на последней секунде боя.

### Чемпионский бой с Султаном Ибрагимовым
2 июня 2007 года Бриггс в первой защите своего титула встретился с обязательным претендентом, не имеющим поражений россиянином Султаном Ибрагимовым. Бриггс вышел на бой с максимальным весом в своей карьере — 273 фунта (123,8 кг), будучи на 23 кг тяжелее соперника, что не лучшим образом сказалось на его выносливости. Американец не шёл на обострение, предпочтя невысокий темп поединка, тем самым отдав преимущество сопернику, который превосходил его в скорости. Вероятно, на выбор тактики Бриггсом повлиял прошлый поединок Ибрагимова, в котором тот контратаками нокаутировал в первом раунде мексиканца Хавьера Мору, выбравшего очень агрессивную тактику боя. Традиционно агрессивный Ибрагимов тоже вел себя осторожно, опасаясь нокаутирующего удара соперника. В итоге бой двух ярко выраженных панчеров принял позиционный, незрелищный характер. Невысокий темп поединка позволил Ибрагимову много двигаться, контратаковать и выбросить больше точных ударов. В итоге россиянин победил единогласным решением судей со счётом 117-111, 119-109, 115-113.

### Допинговый скандал
3 декабря 2009 года Бриггс в первом же бою после перерыва одержал победу нокаутом в первом раунде над Маркусом Макгии. Однако из-за положительного допинг-теста Бриггса бой был признан несостоявшимся и спортсмена дисквалифицировали на 90 дней.

### Чемпионский бой с Виталием Кличко
16 октября 2010 года состоялся бой Бриггса с украинцем Виталием Кличко, чемпионом мира по версии WBC. Для Кличко это была добровольная защита титула. Кличко доминировал на протяжении всего поединка, нанеся большое количество точных ударов. Бриггс же вел себя пассивно, не показав ничего, кроме способности держать удар. 302 из 727 ударов Кличко пришлись в цель, тогда как Бриггс нанёс всего 73 точных удара из 316 выброшенных. В конце 7 раунда Кличко смог серьёзно потрясти Бриггса, поставив его на грань нокаута, от которого его спас гонг. Начиная с 8 раунда бой фактически принял характер одностороннего избиения. Тем не менее, рефери не останавливал бой, а Бриггсу удалось продержаться все 12 раундов, ни разу не оказавшись в нокдауне. Закономерным итогом стала победа Кличко единогласным решением судей с разгромным счётом 120-105 и 120-107 (дважды). Тренер Виталия Фриц Здунек после боя заявил, что будь Бриггс его подопечным, он бы выбросил полотенце в 10 раунде. После боя Бриггс был госпитализирован в палату интенсивной терапии. Врачи диагностировали у него перелом носа, левой орбитальной кости и разрыв бицепса левой руки. Впоследствии Бриггс утверждал, что получил разрыв левого бицепса ещё в первом раунде, но не стал сообщать о травме, поскольку хотел продолжать бой. Из-за этого ему пришлось фактически драться только одной рукой, что и стало причиной столь неубедительного выступления. После этого поражения Бриггс более трёх лет не выходил на ринг.

### Возвращение
Бывший чемпион мира по версии WBO в супертяжелом весе американец Шеннон Бриггс в апреле 2014 года Бриггс нокаутировал американца Моренцо Смита и мексиканца Франсиско Мирелеса в первом раунде. Также Бриггс очень быстро разобрался со своим соотечественником Мэттью Гриром (16-13, 13 КО), нокаутировав его на 23-й секунде первого раунда.
Шеннон Бриггс (55-6-1, 48 КО) завоевал региональный титул NABA, победив единогласным решением судей в 12 раундовом бою 33-летнего бразильского джорнимена Рафаэла Зумбану Лава (34-8-1, 27 КО). В первом раунде Бриггс обрушил на соперника град ударов, но бразильцу удалось выстоять. Потратив много сил на неудачный штурм, Бриггс провел остальные раунды более спокойно, но контролировал ход поединка. В 12-м раунде американец опять попытался выиграть досрочно, но бразилец снова выстоял, и бой прошел всю дистанцию, завершившись судейским решением. Эта победа стала для Бриггса первой победой по очкам за последние 16,5 лет – с ноября 1997 года. 24 прошлых боя Бриггс выиграл досрочно.
23 августа 2014 года в США одержал победу техническим нокаутом в первом раунде над своим малоизвестным соотечественником Кори Фелпсом.

### Отменённый бой с Фресом Окендо
1 ноября 2016 года Всемирная боксерская ассоциация постановила что бой за титул регулярного чемпиона мира по версии WBA в супертяжелом весе должен состояться до 31 декабря 2016 года между Лукасом Брауном (№ 3) и Шенноном Бриггсом (№ 4), а победитель этого поединка в течение 120 дней будет обязан провести защиту титула в бою с пуэрториканцем Фресом Окендо (№ 5 рейтинга WBA). Но команда Лукаса Брауна так и не смогла договориться с командой Шеннона Бриггса, поэтому был назначен новый бой в котором Бриггс встретится с Фресом Окендо и победитель станет чемпионом мира по версии WBA, а затем чемпион должен будет провести защиту титула против Александра Устинова. Но в конце мая 2017 года стало известно, что Бриггс провалил допинг-тест (у него выявлено существенное превышающие допустимых значений уровня тестостерона), и бой за титул чемпиона мира по версии WBA против Окендо отменён.

## Вне ринга
Бриггс также является актёром, и снялся во множестве эпизодических ролей. Дебют состоялся в 1995 году в фильме «Нью-Йорк под прикрытием». Снялся также в фильмах «Плохие парни 2», «Перевозчик 2», «Безумие». Также снялся в клипах исполнителей «The Fugees» и «Thirstin Howl III».
7 июня 2012 года был оштрафован федеральным окружным судом Южной Каролины. Суд обязал выплатить 420 000 $ бывшей сотруднице, по заявлению которой, она помогла заработать Бриггсу большую сумму в 2009 году и не получила должного вознаграждения.
В начале 2014 года Бриггс заявил о своем возвращении, дал интервью и сказал: «Я возвращаюсь чтобы разбить Владимира Кличко, и не оставлю его в покое, пока не нокаутирую…». Бриггс уже в этом году провел 4 боя и во всех победил.
Сам Бриггс начал охотиться на Владимира Кличко, ворвался на тренировочный лагерь, где Кличко готовился к бою с Алексом Леапаи, заявил, что хочет выйти против Кличко, получил отказ и в итоге снял ботинок и кинул в Кличко. Охрана вывела его оттуда.
На этот раз Бриггс ворвался на пресс-конференцию Кличко — Леапаи и вызвал Владимира на бой, получил отказ, заявил, что он лучше него. Охрана вывела Бриггса.
Шеннон Бриггс, уже сделавший несколько громких заявлений об украинце, на этот раз ворвался в ресторан, где тот обедал. Бриггс начал есть из тарелки Кличко и оскорблять его. Украинец вылил на голову американца воду, что едва не привело к потасовке. Однако Бриггса в итоге удалось вывести из ресторана.
На этом Бриггс не успокоился и появился на тренировке  Владимира Кличко во Флориде, где тот готовится к бою с болгарином Кубратом Пулевым, который состоялся 15 ноября. Во время тренировки украинца на воде, когда Кличко плыл на доске, Бриггс появился на катере со своим помощником и, создав вокруг Кличко сильные волны, опрокинул его с доски в воду. При этом американец выкрикивал: «Я жду тебя на ринге». Украинский боксёр, оказавшись в воде, ответил фразой: «Ты пересек черту».

## Таблица профессиональных поединков
В таблице перечислены результаты всех поединков боксёров.
В каждой строке указан результат поединка. Дополнительно номер поединка обозначен цветом, который обозначает итог поединка. Расшифровка обозначений и цветов представлена в нижеследующей таблице.
| Пример | Расшифровка                     |
| ------ | ------------------------------- |
|        | Победа                          |
|        | Ничья                           |
|        | Поражение                       |
|        | Планируемый поединок            |
|        | Поединок признан несостоявшимся |
| КО     | Нокаут                          |
| ТКО    | Технический нокаут              |
| PTS    | Решение судей (по очкам)        |
| UD     | Единогласное решение судей      |
| MD     | Решение большинства судей       |
| SD     | Раздельное решение судей        |
| RTD    | Отказ от продолжения боя        |
| DQ     | Дисквалификация                 |
| NC     | Поединок признан несостоявшимся |

| Бой | Рекорд        | Дата            | Соперник            | Место боя                                                                        | Результат        | Комментарии                                                                                               |  |
| --- | ------------- | --------------- | ------------------- | -------------------------------------------------------------------------------- | ---------------- | --- |  |
| 68  | 60-6-1 (1 NC) | 21 мая 2016     | Эмилио Сарате       | Арена О2, Лондон, Великобритания                                                 | KO1 (10), 2:20   | |  |
| 67  | 59-6-1 (1 NC) | 5 сентября 2015 | Майкл Маррон        | Seminole Hard Rock Hotel and Casino, Голливуд, Флорида, США                      | KO2 (10), 2:52   | |  |
| 66  | 58-6-1 (1 NC) | 27 марта 2015   | Золтан Петраньи     | Sortis Hotel Spa & Casino, Панама, Панама                                        | KO1 (10), 1:52   | |  |
| 65  | 57-6-1 (1 NC) | 1 ноября 2014   | Ричард Кармак       | Isle of Capri Casino, Лула, Миссисипи, США                                       | KO1 (10), 2:59   | |  |
| 64  | 56-6-1 (1 NC) | 23 августа 2014 | Кори Фелпс          | Ring of Dreams Boxing Gym, Уинстон-Сейлем, Северная Каролина, США                | TKO1 (10), 1:18  | |  |
| 63  | 55-6-1 (1 NC) | 28 июня 2014    | Рафаэл Зумбану Лове | Remington Park, Оклахома-Сити, Оклахома, США                                     | UD (12)          | Выиграл региональный титул WBA-NABA                                                                       |  |
| 62  | 54-6-1 (1 NC) | 17 мая 2014     | Мэтью Грир          | Mountaineer Casino, Racetrack and Resort, Нью-Камберленд, Западная Виргиния, США | TKO1 (10), 0:27  | |  |
| 61  | 53-6-1 (1 NC) | 19 апреля 2014  | Франсиско Мирелес   | Black Bear Casino Resort, Карлтон, Миннесота, США                                | KO1 (10), 0:27   | |  |
| 60  | 52-6-1 (1 NC) | 11 апреля 2014  | Моренцо Смит        | DoubleTree, Тампа, Флорида                                                       | KO1 (10), 2:59   | |  |
| 59  | 51-6-1 (1 NC) | 16 октября 2010 | Виталий Кличко      | Барклейкард Арена, Гамбург, Германия                                             | UD (12)          | Бой за титул чемпиона мира по версии WBC (5-я защита Кличко)                                              |  |
| 58  | 51-5-1 (1 NC) | 28 мая 2010     | Роб Кэллоуэй        | Норфолк, Виргиния, США                                                           | TKO1 (10), 1:38  | |  |
| 57  | 50-5-1 (1 NC) | 21 мая 2010     | Доминик Александр   | Нью-Йорк, Нью-Йорк, США                                                          | TKO1 (10), 0:20  | |  |
| 56  | 49-5-1 (1 NC) | 13 апреля 2010  | Рафаэль Педро       | Seminole Hard Rock Hotel and Casino, Голливуд, Флорида, США                      | KO1 (10), 0:28   | |  |
| 55  | 48-5-1 (1 NC) | 3 декабря 2009  | Маркус Макги        | Manhattan Center Grand Ballroom, Нью-Йорк, Нью-Йорк, США                         | NC1 (8), 2:01    | Первоначально победа Бригса нокаутом, позже бой признан несостоявшимся из-за провала Бригсом допинг-теста |  |
| 54  | 48-5-1        | 2 июня 2007     | Султан Ибрагимов    | Boardwalk Hall, Атлантик-Сити, Нью-Джерси, США                                   | UD (12)          | Потерял титул чемпиона мира по версии WBO (1-я защита Бриггса)                                            |  |
| 53  | 48-4-1        | 4 ноября 2006   | Сергей Ляхович      | Чейз-филд, Финикс, Аризона, США                                                  | TKO12 (12), 2:59 | Выиграл титул чемпиона мира по версии WBO                                                                 |  |
| 52  | 47-4-1        | 24 мая 2006     | Крис Коваль         | Hammerstein Ballroom, Нью-Йорк, Нью-Йорк, США                                    | RTD3 (12), 3:00  | |  |
| 51  | 46-4-1        | 18 марта 2006   | Дикки Райан         | Convention Center, Форт-Смит, Арканзас, США                                      | KO4 (12), 2:37   | |  |
| 50  | 45-4-1        | 10 декабря 2005 | Лусиано Золионе     | Roberto Clemente Coliseum, Сан-Хуан, Пуэрто-Рико                                 | KO1 (12), 0:11   | Выиграл вакантный региональный титул WBC-FECARBOX                                                         |  |
| 49  | 44-4-1        | 26 ноября 2005  | Брайан Скотт        | Convention Center, Форт-Смит, Арканзас, США                                      | KO1 (10), 1:10   | |  |
| 48  | 43-4-1        | 26 августа 2005 | Рэй Мерсер          | Seminole Hard Rock Hotel & Casino Hollywood, Голливуд, Флорида, США              | KO7 (10), 0:41   | |  |
| 47  | 42-4-1        | 10 июня 2005    | Абрахам Окен        | Turning Stone Resort & Casino, Нью-Йорк, США                                     | TKO3 (10), 0:54  | |  |
| 46  | 41-4-1        | 3 марта 2005    | Деметрис Кинг       | Мэдисон-сквер-гарден, Нью-Йорк, США                                              | TKO2 (6), 1:49   | |  |
| 45  | 40-4-1        | 6 марта 2004    | Джефф Пэгс          | Turning Stone Resort & Casino, Нью-Йорк, США                                     | TKO1 (10), 0:35  | |  |
| 44  | 39-4-1        | 28 августа 2003 | Уэйд Льюис          | The Plex, Норт-Чарлстон, Северная Каролина, США                                  | TKO3 (8)         | |  |
| 43  | 38-4-1        | 19 июля 2003    | Джон Сарджент       | War Memorial Auditorium, Форт-Лодердейл, Флорида, США                            | TKO1 (12), 0:17  | Завоевал вакантный титул чемпиона по версии IBU                                                           |  |
| 42  | 37-4-1        | 27 марта 2003   | Марвин Хилл         | War Memorial Auditorium, Форт-Лодердейл, Флорида, США                            | TKO1 (10), 0:33  | |  |
| 41  | 36-4-1        | 27 апреля 2002  | Джамиль Макклайн    | Мэдисон-сквер-гарден, Нью-Йорк, США                                              | UD (10)          | Счёт: 90-99 (трижды)                                                                                      |  |
| 40  | 36-3-1        | 1 декабря 2001  | Рейнальдо Майнас    | Jacob K. Javits Convention Center, Нью-Йорк, США                                 | KO1 (8), 2:21    | |  |
| 39  | 35-3-1        | 19 октября 2001 | Джейсон Уоллер      | The Orleans, Парадайс, Невада, США                                               | KO1 (10), 0:37   | |  |
| 38  | 34-3-1        | 7 апреля 2001   | Рассел Частин       | Coeur d'Alene Casino Resort Hotel, Айдахо, США                                   | KO1 (10), 2:55   | |  |
| 37  | 33-3-1        | 2 ноября 2000   | Эрик Карри          | Coeur d'Alene Casino Resort Hotel, Айдахо, США                                   | KO1 (10), 2:34   | |  |
| 36  | 32-3-1        | 27 апреля 2000  | Седрик Филдс        | Hammerstein Ballroom, Нью-Йорк, США                                              | MD (8)           | |  |
| 35  | 32-2-1        | 24 февраля 2000 | Уоррен Уильямс      | Hammerstein Ballroom, Нью-Йорк, США                                              | TKO3 (10), 2:22  | |  |
| 34  | 31-2-1        | 7 августа 1999  | Франсуа Бота        | Etess Arena, Атлантик-Сити, Нью-Джерси, США                                      | MD (10)          | Счёт: 92-95, 94-94 (дважды)                                                                               |  |
| 33  | 31-2          | 8 декабря 1998  | Маркус Роуд         | Roseland Ballroom, Нью-Йорк, США                                                 | TKO1 (10), 2:55  | |  |
| 32  | 30-2          | 28 марта 1998   | Леннокс Льюис       | Convention Center, Атлантик-Сити, Нью-Джерси, США                                | TKO5 (12), 1:45  | Бой за титул чемпиона мира по версии WBC (3-я защита Льюиса). Потерял титул линейного чемпиона            |  |
| 32  | 30-1          | 22 ноября 1997  | Джордж Форман       | Etess Arena, Атлантик-Сити, Нью-Джерси, США                                      | MD (12)          | Выиграл титул линейного чемпиона. Счёт: 117-113, 116-112, 114-114                                         |  |

## Чемпионские титулы
WBO (2006-2007)